# Parachernes auster
Parachernes auster är en spindeldjursart som beskrevs av Beier 1964. Parachernes auster ingår i släktet Parachernes och familjen blindklokrypare. Inga underarter finns listade i Catalogue of Life.